# Ernst-Wilhelm Reinert

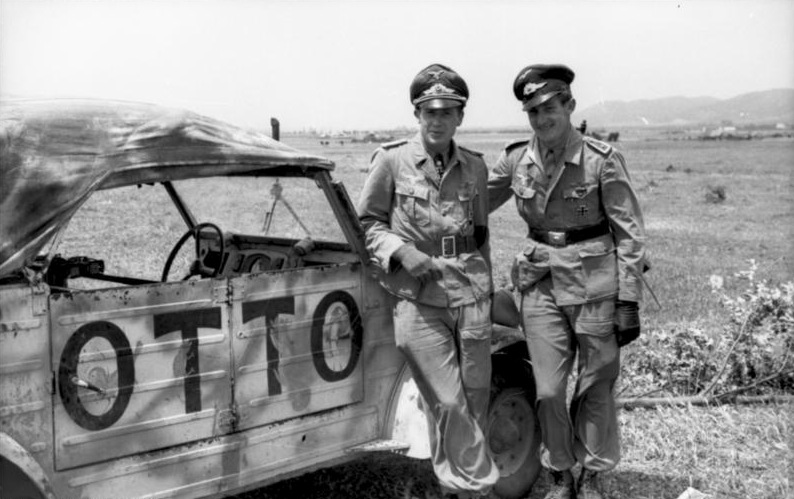
Ernst-Wilhelm Reinert (links) neben Maximilian Volke.

Ernst-Wilhelm Reinert (* 2. Februar 1919 in Köln-Lindenthal; † 5. September 2007 in Bad Pyrmont) war ein deutscher Luftwaffenoffizier, zuletzt Oberstleutnant der Luftwaffe der Bundeswehr, und zählt mit 174 bestätigten Luftsiegen zu den erfolgreichsten Jagdfliegern im Zweiten Weltkrieg.

## Militärische Laufbahn
Nach seiner Ausbildung zum Flugzeugführer kam Reinert im Juni 1941 zur 4. Staffel des Jagdgeschwaders 77. Dort errang er nach Beginn des Ostfeldzuges am 8. August 1941 seinen ersten Luftsieg. Am 30. April 1942 erfolgte seine Beförderung zum Leutnant. Am 1. Juli 1942 wurde ihm für den 53. Luftsieg das Ritterkreuz des Eisernen Kreuzes verliehen. Nur etwa drei Monate später erzielte er am 3. Oktober 1942 seinen 100. Luftsieg, wofür ihm am 6. Oktober 1942, mittlerweile für 103 Luftsiege, das Eichenlaub verliehen wurde. Ende 1942 wechselte das Jagdgeschwader 77 mit Reinert den Kriegsschauplatz. Der weitere Einsatz erfolgte im Rahmen des Afrikafeldzuges zunächst in Tunesien, wo Reinert von Januar bis April 1943 insgesamt 51 Luftsiege errang. Er war damit der erfolgreichste Jagdflieger dieser Front. Den 150. Luftsieg erreichte er als zehnter Jagdflieger der Luftwaffe am 19. April 1943.
Nach der Kapitulation der Heeresgruppe Afrika wurde Reinert im August 1943 zum Staffelkapitän der 1. Staffel des Jagdgeschwaders 77 ernannt, mit der er im Luftraum über Sizilien und Süditalien eingesetzt war. Hier errang er im Dezember 1943 bei Monte Cassino seinen 165. Luftsieg. Anschließend erkrankte Reinert an Malaria und kam erst wieder im April 1944 zum Einsatz. Nach Beginn der alliierten Landung in der Normandie am 6. Juni 1944 wurde Reinert zur 14. Staffel des Jagdgeschwaders 27 versetzt, wo er als Kapitän der Staffel fungierte. In dieser Funktion erfolgte im Sommer 1944 seine Beförderung zum Oberleutnant.
Am 1. Januar 1945, unter gleichzeitiger Beförderung zum Hauptmann, wurde Reinert Kommandeur der IV. Gruppe des Jagdgeschwaders 27. Hier erhielt er am 1. Februar 1945 die Schwerter zum Ritterkreuz verliehen. Im März 1945 wechselte er zum Jagdgeschwader 7 über, um dort auf die Messerschmitt 262 umgeschult zu werden. Allerdings gelang ihm mit diesem Flugzeugtyp bis Kriegsende kein weiterer Luftsieg mehr. Insgesamt errang Reinert auf über 700 Feindflügen 174 Luftsiege, davon 71 an der Westfront, einschließlich Abschuss von zwei viermotorigen Bombern. Ferner zerstörte er 16 Flugzeuge und zehn Panzer am Boden.
Nach dem Krieg arbeitete Reinert bis 1955 in der freien Wirtschaft. 1956 trat er in die Luftwaffe der Bundeswehr ein. 1972 wurde er dort im Range eines Oberstleutnants in den Ruhestand verabschiedet.

## Auszeichnungen
- Verwundetenabzeichen (1939) in Silber
- Frontflugspange für Tagjäger in Gold
- Flugzeugführer- und Beobachterabzeichen
- Ehrenpokal für besondere Leistung im Luftkrieg am 7. Februar 1942
- Deutsches Kreuz in Gold am 18. Mai 1942
- Eisernes Kreuz (1939) II. und I. Klasse
- Ritterkreuz des Eisernen Kreuzes
  - Ritterkreuz am 1. Juli 1942
  - Eichenlaub am 7. Oktober 1942 (131. Verleihung)
  - Schwerter am 1. Februar 1945 (130. Verleihung)